# Edenberg
Edenberg var en svensk adelsätt, som tidigare hette Eden.
Stamfader för den adliga ätten var Matthias eller Theis Eden (1568–1636) som var borgare och bryggare i Bremen, och vars hustru också hette Eden. Deras son Claus Eden tillhörde rytteriet i Lüneburg men begav sig till Stockholm och sedan Uppsala där han blev handlande, borgare och rådman. I den egenskapen adlades han med namnet Edenberg år 1654 och introducerades på nummer 617. Han skrev sig därefter till Kipplingeberg, Kättslinge och Brunby.  Han var gift två gånger. Första hustrun var Gertrud Sulchen, en dotter till en tysk borgare i Stockholm. Claus Edenberg gifte år 1652 om sig med Anna Schrodera, dotter till slottssekreteraren Ericus Benedicti Schroderus som var bror till Lars Bengtsson Skytte och Johan Skytte. Hustrun hade tidigare varit gift med professorn vid Uppsala universitet, Sveno Jonae Westrogothus. Alla barn i andra äktenskapet avled späda. I första äktenskapet föddes femton barn. Döttrar gifte sig Leijel, Gyldenbring och Silfverström. En son, Johan, kvävdes av sin amma.
Tre söner gifte sig. Claes Edenberg var holmmajor och gift Rosenfelt med vilken han fick två döttrar, gifta Mentzer och Stålhandske. Mathias Edenberg var legationssekreterare i England och Holland, och gift första gången Lilljemarck, men fick bara barn i andra äktenskapet med en Clo vars mor var en Björnklou. Mattias Edenbergs ende son avled späd. Han fick också två döttrar. Catharina var gift med sin släkting på mödernet, ärkebiskopen Jacob Benzelius. Hennes yngre syster var förlovad med hans bror Gustaf Benzelstierna, men lät, enligt Anrep, "lägra sig av en ryttare" för vilket hon dock benådades av Fredrik I. Claes och Mattias Edenbergs bror Herman Edenberg var häradshövding men barnlös. Ätten slöts därmed på svärdssidan med Herman Edenberg år 1715.
Utan samband med denna släkt har namnet upptagits också på senare tid. Det bärs av 53 personer i Sverige (2009).